# Гарсия, Борха (футболист)
Бо́рха Гарси́я Фре́йре (англ. Borja García Freire) — испанский футболист, полузащитник.

## Клубная карьера
Борха Гарсия родился в городке Торремоча-де-Харама, который входит в провинцию Мадрид. В 16 лет он присоединился к местному клубу «Райо Вальекано». 20 июня 2019 года, ещё будучи юниором, Гарсия дебютировал на профессиональном уровне, сыграв 11 минут в матче против «Реала Сарагосы» (2:2) в рамках игры Второго дивизиона Испании по футболу. В сезоне 2009—2010 Гарсия был ключевым игроком для второй команды «Райо Вальекано» — они впервые вышли в Сегунду Б.
В сезоне 2011-12 Борха Гарсия присоединился к «Кордове» из Сегунды. Летом 2012 года он перешел в другой клуб Сегунды «Реал Мадрид Кастилья». 24 марта 2013 года Гарсия сыграл свой сотый матч — против бывшего клуба «Кордова». Гарсия вернулся в «Кордову» 7 августа 2014 года на один год. Дебют в Чемпионате Испании у него состоялся в матче против «Сельты».
Свой первый гол в Ла Лиге Гарсия забил 21 сентября 2014 года в ворота «Севильи». 25 августа 2015 года Борха Гарсия подписал двухлетний контракт с «Жироной».

## Клубная статистика
| Клуб                   | Сезон           | Лига                               | Лига  | Лига | Кубок | Кубок | Кубок лиги | Кубок лиги | Другое | Другое | Всего | Всего |
| Клуб                   | Сезон           | Дивизион                           | Матчи | Голы | Матчи | Голы  | Матчи      | Голы       | Матчи  | Голы   | Матчи | Голы  |
| ---------------------- | --------------- | ---------------------------------- | ----- | ---- | ----- | ----- | ---------- | ---------- | ------ | ------ | ----- | ----- |
| «Райо Вальекано»       | 2008-09         | Второй дивизион Испании по футболу | 1     | 0    | 0     | 0     | —          | —          | —      | —      | 1     | 0     |
| «Райо Вальекано»       | 2010-11         | Второй дивизион Испании по футболу | 29    | 3    | 0     | 0     | —          | —          | —      | —      | 29    | 3     |
| «Райо Вальекано»       | Всего           | Всего                              | 30    | 3    | 0     | 0     | 0          | 0          | 0      | 0      | 30    | 3     |
| «Кордова»              | 2011-12         | Второй дивизион Испании по футболу | 40    | 17   | 4     | 2     | —          | —          | —      | —      | 44    | 19    |
| «Реал Мадрид Кастилья» | 2012-13         | Второй дивизион Испании по футболу | 41    | 9    | 0     | 0     | —          | —          | —      | —      | 41    | 9     |
| «Реал Мадрид Кастилья» | 2013-14         | Второй дивизион Испании по футболу | 25    | 2    | 0     | 0     | —          | —          | —      | —      | 25    | 2     |
| «Реал Мадрид Кастилья» | Всего           | Всего                              | 66    | 11   | 0     | 0     | 0          | 0          | 0      | 0      | 66    | 11    |
| «Кордова» (аренда)     | 2014-15         | Чемпионат Испании по футболу       | 28    | 1    | 1     | 0     | —          | —          | —      | —      | 29    | 1     |
| «Жирона»               | 2015-16         | Второй дивизион Испании по футболу | 35    | 3    | 1     | 0     | —          | —          | —      | —      | 36    | 3     |
| «Жирона»               | 2016-17         | Второй дивизион Испании по футболу | 39    | 7    | 1     | 0     | —          | —          | —      | —      | 40    | 7     |
| «Жирона»               | 2017-18         | Чемпионат Испании по футболу       | 37    | 2    | 1     | 0     | —          | —          | —      | —      | 38    | 2     |
| «Жирона»               | 2018-19         | Чемпионат Испании по футболу       | 20    | 1    | 4     | 0     | —          | —          | —      | —      | 25    | 1     |
| «Жирона»               | Всего           | Всего                              | 131   | 13   | 3     | 0     | 0          | 0          | 0      | 0      | 134   | 13    |
| Всего в карьере        | Всего в карьере | Всего в карьере                    | 295   | 44   | 8     | 2     | 0          | 0          | 0      | 0      | 303   | 46    |